# Environmental Partnership Association
Environmental Partnership Association je mezinárodní konsorcium šesti nadací, které podporují komunitní projekty s cílem chránit životní prostředí a podporovat místní komunity a společnost.

## Vznik
Konsorcium bylo založeno v roce 2004 pod názvem Environmental Partnership for Sustainable Development.
| Nadace                      | Země      |
| --------------------------- | --------- |
| Fondaciya EkoObshtnost      | Bulharsko |
| Fundatia Pentru Parteneriat | Rumunsko  |
| Fundusz Partnerstwa         | Polsko    |
| Nadácia Ekopolis            | Slovensko |
| Nadace Partnerství          | Česko     |
| Ökotárs Alapítvány          | Maďarsko  |